# Рокитне-Волинське
Роки́тне-Воли́нське — проміжна залізнична станція Рівненської дирекції Львівської залізниці на неелектрифікованій лінії Сновидовичі — Сарни між станціями Остки (11 км) та Томашгород (11 км). Розташована в селищі Рокитне Сарненського району Рівненської області.

## Історія
Станція відкрита 1902 року під час будівництва  Києво-Ковельської залізниці. Як і селище станція мала первинну назву Охотникове, після набуття селищем 1922 року сучасної назви Рокитне, а згодом, ймовірно після 1939 року, здобула сучасну назву Рокитне-Волинське.
14 вересня 2024 року, о 12:38, до Служби порятунку Рівненщини надійшло повідомлення про пожежу у приміському поїзді сполученням Коростень — Сарни поблизу селища Рокитне. На місце виклику негайно було направлено два чергових відділення рятувальників селища Рокитне. Прибувши на місце події рятувальники одразу подали вогнегасні речовини на гасіння пожежі. В результаті пожежі вогнем пошкоджено моторну частину поїзда.

## Пасажирське сполучення
На станції зупиняються приміські поїзди сполученням Сарни —  Олевськ — Коростень та Сарни —  Здолбунів, а також поїзди далекого сполучення № 113/114 Харків — Львів, № 131/132 Дніпро — Львів (через день).
До російського вторгнення в Україну (з 2022) курсував нічний швидкий поїзд № 142/141 сполученням Львів — Київ — Бахмут. 